# هوارد ديفيس جونيور
هوارد ديفيس جونيور (بالإنجليزية: Howard Davis, Jr.)‏ كان ملاكم أمريكي. سبق أن شارك في دورة الألعاب الأولمبية الصيفية. بدأ مسيرته كهاوي بعد أن تأثر بعد مشاهدة فيلم عن محمد علي كلاي. فاز بالذهبية في أولمبياد 1976 بعد أسبوع واحد من وفاة والدته.

## الميداليات
| الميدالية | المسابقة                       |
| --------- | ------------------------------ |
| ذهبية     | الألعاب الأولمبية الصيفية 1976 |

## روابط خارجية
- هوارد ديفيس جونيور على موقع بوكس ريك (الإنجليزية) (registration required)
- هوارد ديفيس جونيور على موقع أوليمبيديا (الإنجليزية)